# カール・シンドラー
カール・シンドラー（Carl Schindler、1821年10月23日 - 1842年8月22日）はオーストリアの画家である。兵隊のいる風俗画を多く描き「兵隊のシンドラー(Soldaten-Schindle)と呼ばれた。

## 略歴
ウィーン郊外のLaimgrubeで生まれた。父親は風景画などを描いた画家のヨハン・ヨーゼフ・シンドラー(Johann Josef Schindler:1777-1836)で、父親から最初の絵の教育を受けた。父親も軍事に関する絵画を描いており、その分野の興味も父親から引き継いだ。
1836年からウィーン美術アカデミーで、グゼルホーファー(Karl Gsellhofer)やレオポルト・クーペルヴィーザーに学び、1837年から風俗画家のペーター・フェンディの私的な弟子になった。シンドラーはフェンディやフランスの戦争画の版画家、画家のイポリット・ベランジェやニコラ＝トゥサン・シャルレ、ウジェーヌ・ラミ、オーギュスト・ラフェらの作品から影響を受けた。
1839年に美術アカデミーの展覧会に初めて出展したが、その後病気のため何度か修行を中断し、21歳で死去する少し前からラープ・イム・ヴァルデ(Laab im Walde)の療養所で当時流行していた水治療を受けたが、効果なく死去した。
水彩画を得意とし、人物画の技巧を父から受け継いでいた。若くして亡くなったが、ヨハン・フリードリヒ・トレムルやアウグスト・フォン・ペッテンコーフェンらに影響を与えた。

## 作品

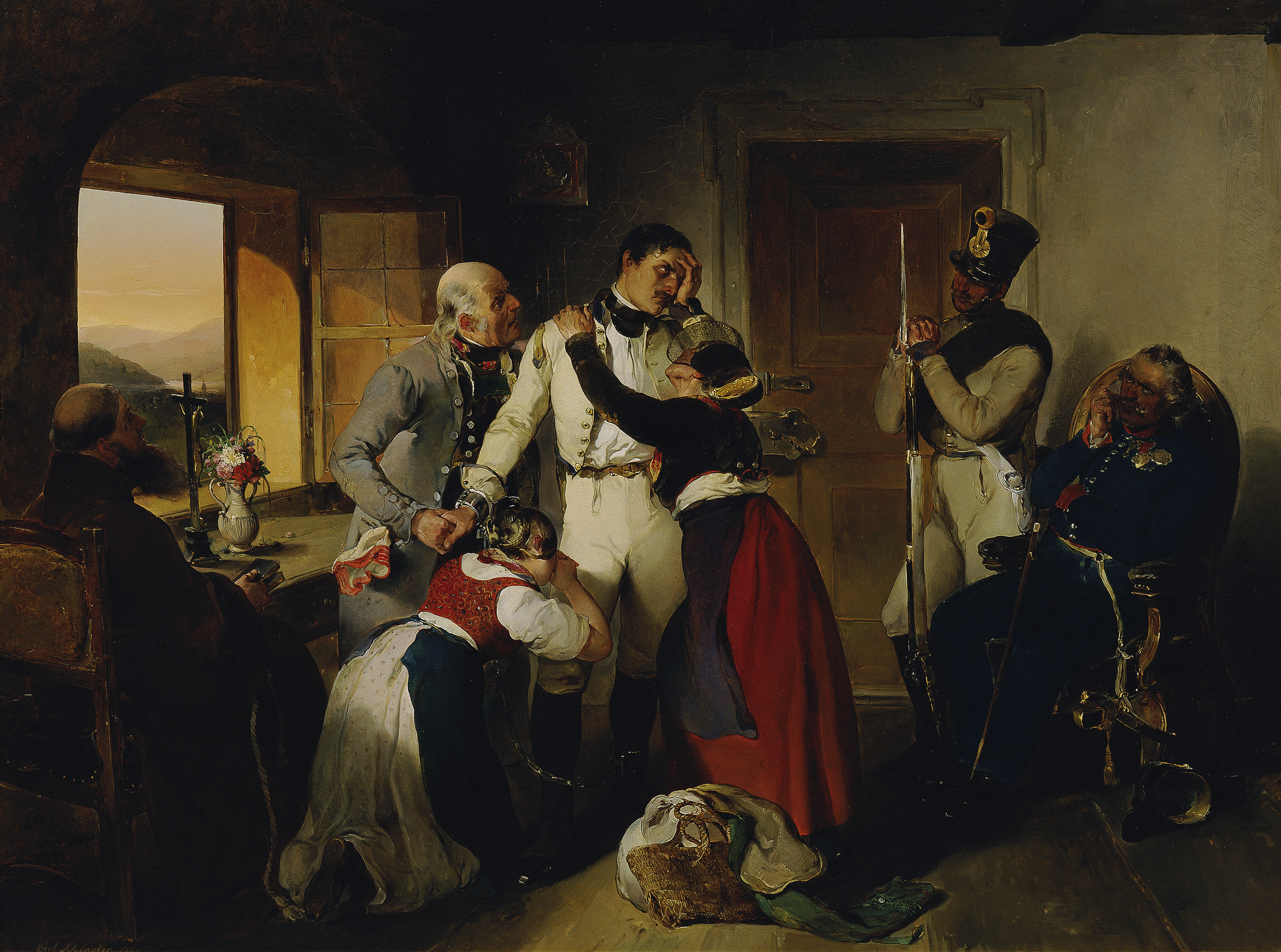
死刑を宣告された兵士の最後の夜 (1840)
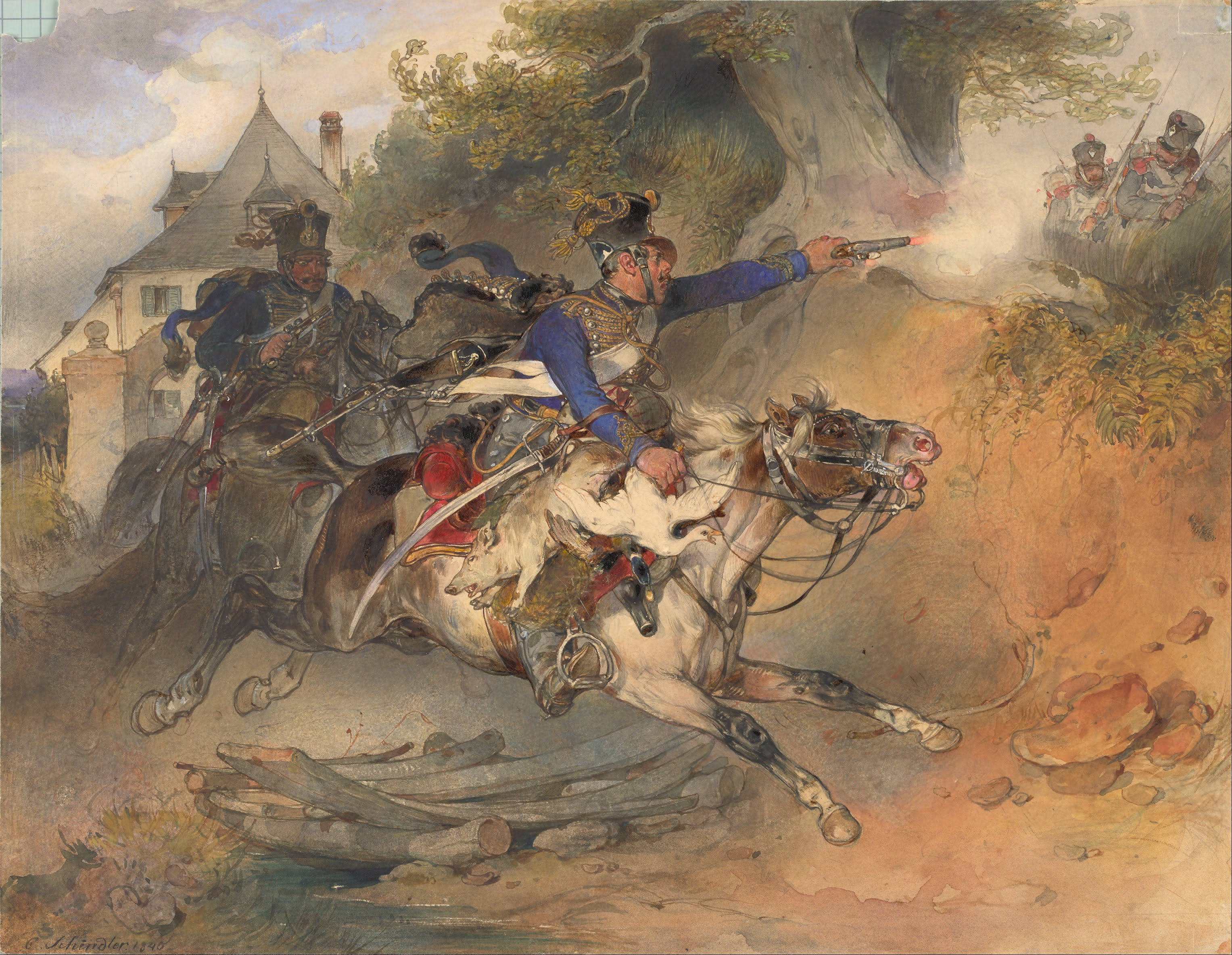
軽騎兵 (1840)
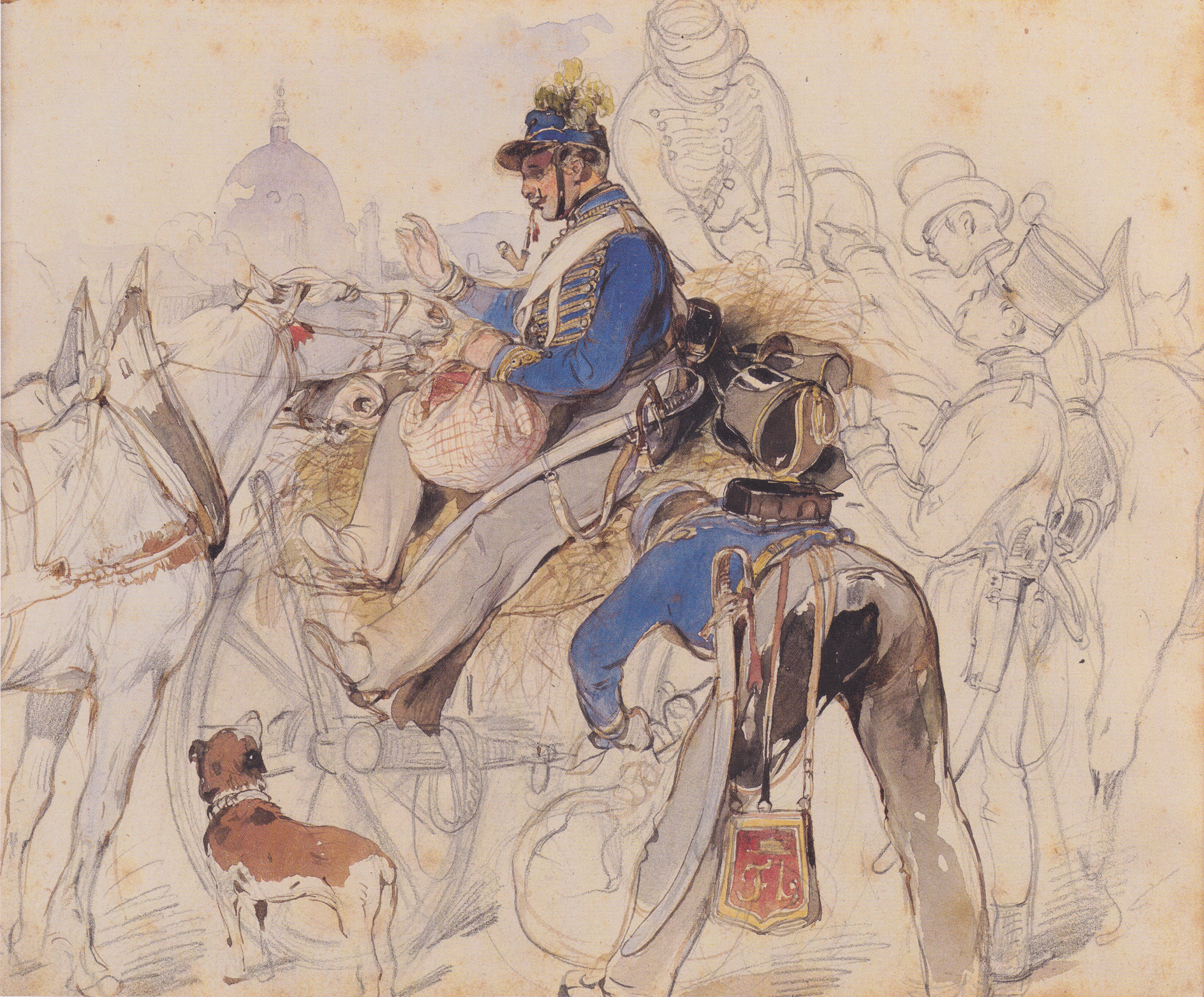
協会の前の兵士
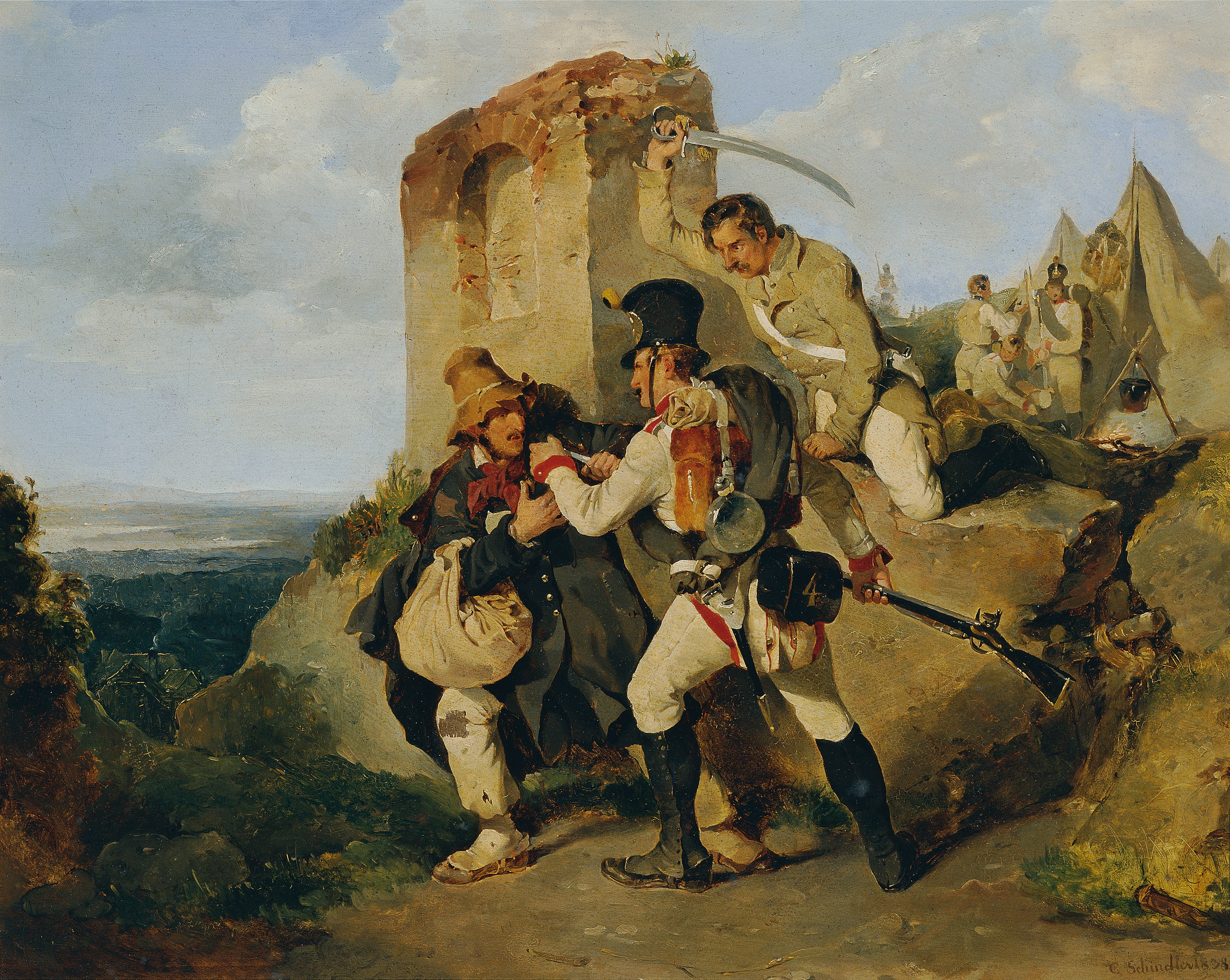
スパイの逮捕 (1838)
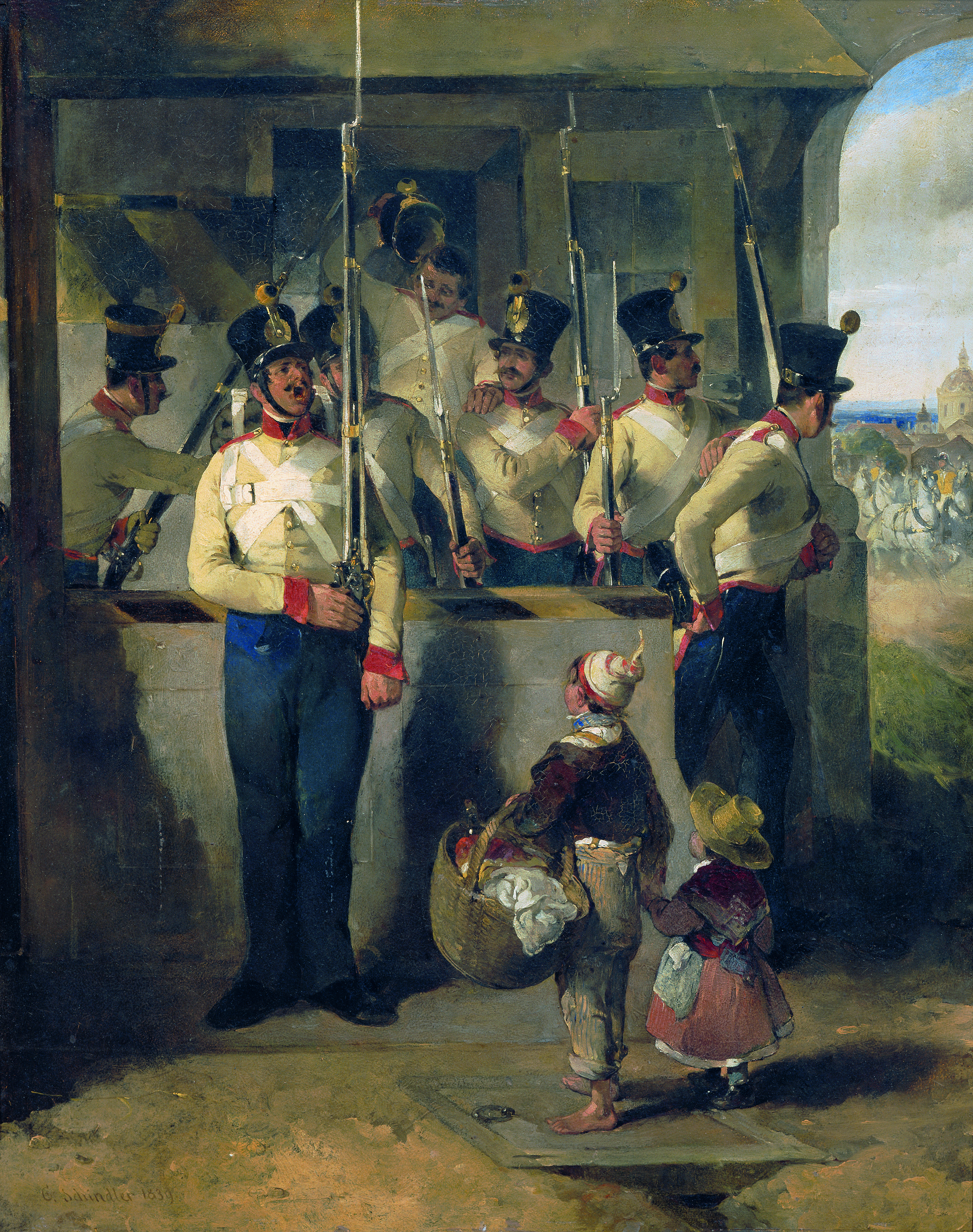
守備隊の出動
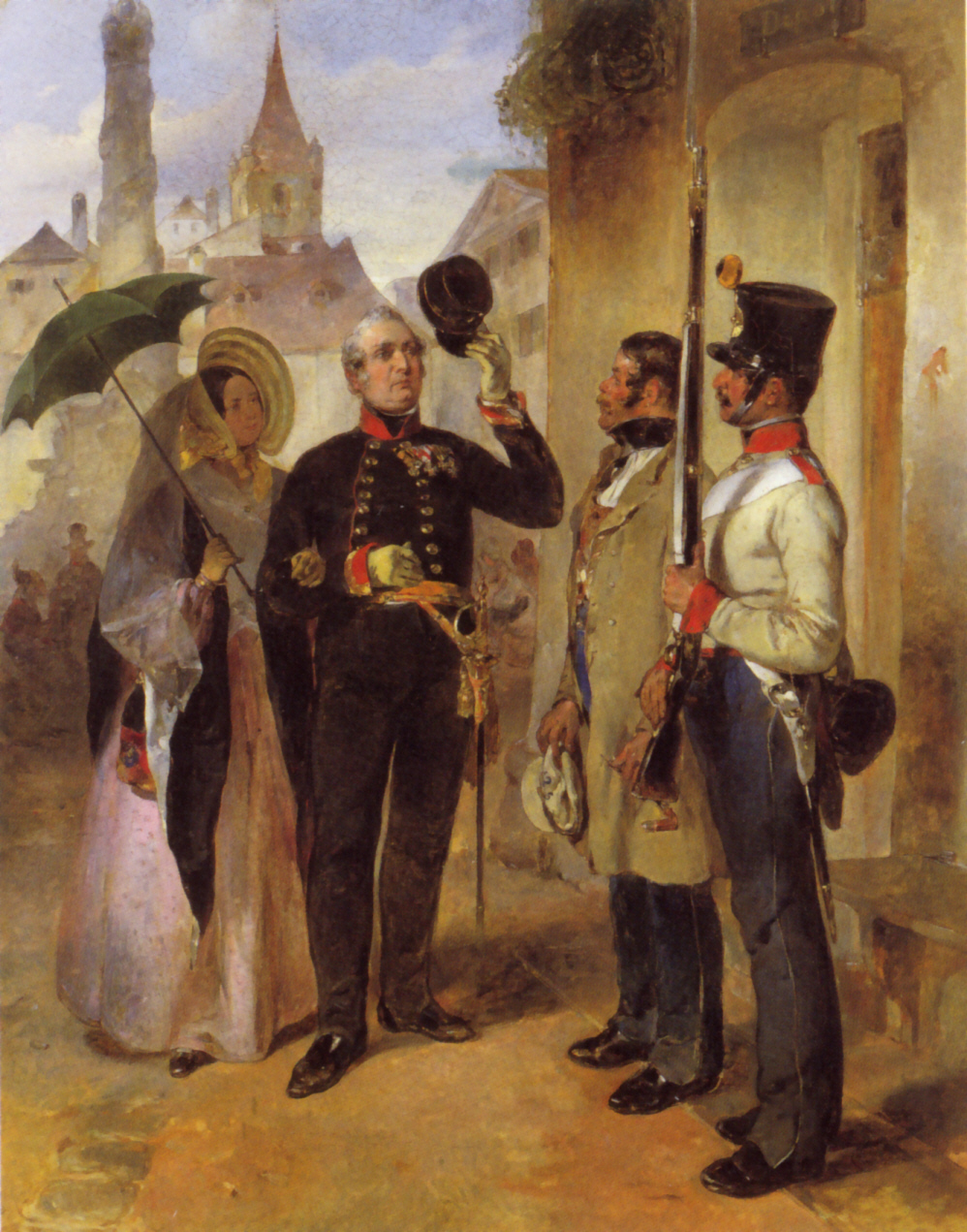
歩哨